# Saška - Anhalt
Saška - Anhalt (nemško Sachsen-Anhalt, uradno Land Sachsen-Anhalt) je nemška zvezna dežela.
Površina dežele je 20.447,7 kilometrov2,  kar je le okoli 200 km2 več od Slovenije in ima 2,2 milijona prebivalcev, kar je tudi primerljivo. Je osma po površini in enajsta po številu prebivalcev med nemškimi deželami. Prestolnica je Magdeburg, največje mesto pa je Halle (Saale), ki je le malenkost pred njim po številčnosti. Druga večja mesta so še (Lutherstadt) Wittenberg, Dessau-Rosslau, Bernburg, Halberstadt, Weissenfels, Bitterfeld-Wolfen, Merseburg, Stendal itd. Saško - Anhalt obkrožajo dežele Spodnja Saška, Brandenburg, Saška in Turingija.
Dežela Saška - Anhalt je nastala julija 1945 po drugi svetovni vojni, ko je sovjetska uprava v zavezniško okupirani Nemčiji ustanovila to območje iz nekdanje pruske regije Saške in svobodne države Anhalt. Saška - Anhalt je leta 1949 postala del Nemške demokratične republike, 1952 je bila med upravnimi reformami razpuščena, njeno ozemlje pa razdeljeno na okrožji Halle in Magdeburg, mesto Torgau se je pri tem pridružilo okrožju Leipzig. Saška - Anhalt je bila ponovno vzpostavljena leta 1990 po združitvi Nemčij (brez Torgaua, ki je po novem del Svobodne dežele Saške), in postala ena izmed novih dežel Zvezne republike Nemčije.

## Zgodovina
Območje današnje Saške - Anhalta je bilo eno od kulturnih središč v nemško govorečem svetu v zgodnjem srednjem veku. Današnja deželna prestolnica Magdeburg je bila v tistem času eno od političnih središč v Svetem rimskem cesarstvu nemškega naroda. O nekdanjem pomenu celotne regije danes pričajo tipični, dobro ohranjeni arhitekturni spomeniki iz romanike in gotike (glej tudi: Romanska cesta), kot je stolnica v Magdeburgu in cerkev v Halberstadtu, staro mesto Quedlinburg in številni gradovi in cerkve. Dežela Saška - Anhalt ima največjo gostoto Unescove svetovne kulturne dediščine v Nemčiji. Med njimi so Bauhaus Dessau v Dessau-Roßlau, Luthrovi spominski mesti Wittenberg in Eisleben (Luther Memorials in Eisleben and Wittenberg), staro mestno jedro Quedlinburg in vrtno kraljestvo Dessau-Wörlitz z Wörlitzerskim parkom. Za vasi in mesta je značilno, da so gosto in ozko zgrajene, pogosto s polleseno arhitekturo, z ogleda vrednimi starimi vaškimi cerkvami, tudi stavbe iz časa pruske province Saške, ki je bila takrat najbogatejša pokrajina v državi.
(opomba: do druge svetovne vojne glej članek Zgodovina Nemčije)
Aprila 1945 je ameriška vojska prevzela nadzor nad večino zahodnega in severnega območja prihodnje Saške - Anhalta. U.S. Group Control Council (predhodnik OMGUS - Office of Military Government, United States), je imenovala prve nenacistične uradnike na vodilne položaje na tem območju. Tako je bil Erhard Hübener, ki so ga nacisti odpustili, ponovno imenovan za Landeshauptmann (guvernerja dežele). V začetku julija se je ameriška vojska umaknila iz nekdanje pruske province Saške, da bi jo prevzela  Rdeča armada kot del sovjetske okupacijske cone, kot je bilo dogovorjeno v Londonskem protokolu leta 1944.
9. julija je sovjetska SVAG (Sovyetskaya Voyennaya Administratsya v Germanii) odredila združitev svobodne dežele Anhalt, Halle-Merseburg, okrožje Magdeburg (v takratnih mejah), Allstedt (pred Turingijo) in nekaj vzhodnih braunschweiških  eksklav (Calvörde in vzhodni del okrožja Blankenburg) s pokrajino Saško. Prejšnja saška provinca Erfurt je postala del Turingije.
Anhalt je dobil ime po gradu Anhalt v bližini Harzgerodeja; izvor imena gradu ostaja neznan.
SVAG je imenoval Hübenerja za predsednika deželne uprave Saške, ki je bila na novo ustanovljena funkcija. Uprava je bila nameščena v Halle, ki je postal prestolnica, tudi kasnejše Saške - Anhalta do leta 1952. 3. septembra 1945 je nova uprava, ki jo je uvedla sovjetska odredba, množično razlaščala, kar je večinoma udarilo imetnike velikih nepremičnin, pogosto plemenitega porekla.
Ob prvih (in edini) volitvah v sovjetski coni, ki je strankam omogočila resnično tekmovanje za sedeže v deželnih in državnih parlamentih, se je pokrajina Saška 20. oktobra 1946 preimenovala v deželo Saška - Anhalt (nemško Provinz Sachsen-Anhalt), ob upoštevanju predhodne združitve. 3. decembra 1946 so člani novega deželnega parlamenta z glasovanjem CDU in Liberalno demokratske stranke Nemčije (LDPD) izvolili Hübenerja za prvega ministra in predsednika Saške - Anhalta. Tako je postal edini guverner v sovjetski coni, ki ni bil član komunistične socialistične enotnosti Nemčije (SED). Bil je neprimeren guverner za sovjetske vladarje.
Po uradni zavezniški odločitvi, da razpusti Svobodno državo Prusijo, ki je ostala v negotovosti od pruskega državnega udara leta 1932, so njene nekdanje pokrajine, kolikor so še obstajale, dosegle državnost, zato se je pokrajina združila v deželi Saški - Anhaltu 6. oktobra 1947. Leta 1949 je postala del Nemške demokratične republike. Od leta 1952 do leta 1990 so bile dežele Vzhodne Nemčije razpuščene in ozemlje Saške - Anhalta je bilo razdeljeno na vzhodno nemška okrožja Halle in Magdeburg, razen  območje okoli Torgaua v Leipzig. Leta 1990 so se v času ponovne združitve Nemčije okrožja ponovno vključila kot dežela. Ozemlje okoli Torgaua se ni vrnilo v deželo in se je pridružilo Saški. Sedaj je Torgau središče okrožja Nordsachsen (od leta 2008).
Leta 2015 so analizirali skeletne ostanke starodavnih Karsdorfskih prebivalcev iz zgodnje neolitika (7200 pr. n. št.); izkazalo se je, da spadajo v očetovski rod T1a-M70 in materinski rod H1. 

## Geografija
Saška - Anhalt je ena od 16 nemških zveznih dežel. Leži v vzhodnem delu Nemčije. Po velikosti osma dežela v Nemčiji, po številu prebivalcev pa deseta.
Meji na štiri druge zvezne dežele: Spodnja Saška na severozahodu, Brandenburg na severovzhodu, Saška na jugovzhodu in Turingija na jugozahodu.
Na severu v pokrajini prevladuje prostranost Severno-nemške planote. Stara hanzeatska mesta Salzwedel, Gardelegen, Stendal in Tangermünde so v redko poseljenem Altmarku. Colbitz-Letzlingen Heath in Drömling pri Wolfsburgu označujejo prehod med regijo Altmark in regijo Elbe-Börde-Heath s plodnim, redko gozdnatim Magdeburg Börde (pokrajinska enota zelo rodovitnega černozjoma). Med znamenitostmi Magdeburg Börde so Haldensleben, Oschersleben (Bode), Wanzleben, Schönebeck (Elbe), Aschersleben in glavno mesto Magdeburg. 
Hribovje Harz je na jugozahodu in obsega narodni park Harz, pregorje in Mansfelder Land. Najvišja hrib Harza (in severne Nemčije) je Brocken z nadmorsko višino 1141 metrov. Na tem območju najdemo mesta Halberstadt, Wernigerode, Thale, Eisleben in Quedlinburg.
Vinorodna območja Saale-Unstrut in mesta Zeitz, Naumburg, Weißenfels in Freyburg so  ob rekah Saale in Unstrut na jugu države.
Metropolitansko območje Halleja je del mestne aglomeracije Leipziga na Saškem. To območje je znano po svoji visoko razviti kemični industriji (Chemiedreieck - kemični trikotnik), z velikimi proizvodnimi obrati v Leuni, Schkopau (Buna-Werke) in Bitterfeld. Na vzhodu sta Dessau-Roßlau in Wittenberg ob Labi (kot je glavno mesto Magdeburg) v regiji Anhalt-Wittenberg.

## Administrativne enote
Glavno mesto Saške - Anhalta je Magdeburg. To je drugo največje mesto v deželi, tesno za Hallejem. Od leta 1994 do 2003 je bila dežela razdeljena na tri regije (Regierungsbezirke), Dessau, Halle in Magdeburg, znotraj teh pa na 21 okrožij (Landkreise). Od leta 2004 je ta sistem nadomestilo 11 podeželskih območij in tri mestna okrožja. 

Podeželska okrožja so: Altmarkkreis Salzwedel, Anhalt-Bitterfeld, Börde, Burgenlandkreis, Harz, Jerichower Land, Mansfeld-Südharz, Saalekreis, Salzlandkreis, Stendal in Wittenberg.
Svobodna ali mestna okrožja  so: Dessau-Roßlau, Halle in Magdeburg.

### Največja mesta
Največja mesta na Saškem - Anhaltu so bila 31. decembra 2017:
| rang | mesto                  | št. prebivalcev |
| ---- | ---------------------- | --------------- |
| 1    | Halle                  | 239.173         |
| 2    | Magdeburg              | 238.478         |
| 3    | Dessau-Roßlau          | 82.111          |
| 4    | Lutherstadt Wittenberg | 46.272          |
| 5    | Weißenfels             | 40.874          |
| 6    | Halberstadt            | 40.871          |
| 7    | Stendal                | 39.822          |
| 8    | Bitterfeld-Wolfen      | 39.103          |
| 9    | Merseburg              | 34.197          |
| 10   | Bernburg               | 32.876          |

- Halle je največje mesto na Saškem - Anhaltu
- Dessau
- Notranjost starega mesta Wittenberg, Unescova dediščina
- Halberstadt s cerkvami
- Merseburg z gradom in stolnico
- Grad v Wernigerode

## Demografija
Od ponovne združitve Nemčije se je prebivalstvo Saške - Anhalta stalno zmanjševalo. To je deloma posledica odseljevanja in delno zato, ker smrtnost presega rodnost. Čeprav je stopnja rodnosti od leta 1994 stabilna, je neto stopnja reprodukcije le približno 70 %. Skupna stopnja rodnosti je leta 2014 dosegla 1,50, kar je najvišja vrednost po letu 1990.
Delež tujcev v prebivalstvu Saške - Anhalta je 1,9 odstotka, kar je najnižja v vseh zveznih deželah Nemčije.

### Religija
Regija je bila zgodovinsko povezana z luteransko vero, toda pod komunistično vladavino je bilo članstvo v cerkvi strogo prepovedano in velik del prebivalstva se je ogradil od kateregakoli verskega telesa. Saška - Anhalt vsebuje številne lokacije, povezane z življenjem Martina Luthra, vključno z Lutherstadt Eisleben in Lutherstadt Wittenberg.
Leta 2016 je bila večina državljanov v Saški - Anhaltu ateistov in več jih je cerkev zapuščalo kot se vanje vključevalo - pravzaprav je Saška - Anhalt najbolj nereligiozna dežela v Nemčiji. 16,2 % prebivalcev se je držalo glavnih denominacij krščanstva (12,7 % so bili člani Evangeličanske cerkve v Nemčiji in 3,5 % katoličanov), 2 % so bili člani drugih religij (večinoma islam, judovstvo, Nova apostolska cerkev in mandeizem). 81,8 % državljanov Saške - Anhalta je bilo versko nepovezanih. 

## Gospodarstvo

### Razvoj
Saška - Anhalt je bila del komunistične Nemške demokratične republike. Po razpadu komunizma in ponovni združitvi Nemčije leta 1990 je propad nekonkurenčne industrije nekdanje Vzhodne Nemčije začasno povzročil resne gospodarske težave. Leta 2000 je imela Saška - Anhalt najvišjo stopnjo brezposelnosti v vseh nemških deželah in sicer 20,2%.
Vendar se zdi, da je proces gospodarske preobrazbe v sodobno tržno gospodarstvo dokončan. Od leta 1990 so potekale obsežne naložbe v sodobno infrastrukturo, preostala in novoustanovljena podjetja pa so zelo konkurenčna. Industrija je na primer podvojila svoj delež mednarodnih prihodkov s 13 odstotkov v letu 1995 na 26 odstotkov v letu 2008. Medtem se je stopnja brezposelnosti znatno znižala. Do leta 2010 je bil BDP Saške - Anhalta skoraj dva in pol krat večji kot leta 1991. 
Čeprav je del tega okrevanja povzročil precej dober učinek nemškega gospodarstva, Saška - Anhalt ni le sledila nacionalnemu trendu, temveč je očitno presegla druge nemške dežele. Na primer, glede na stopnjo brezposelnosti je dosegla prednost pred tremi nemškimi deželami (10,8 % septembra 2011): nemška prestolnica in mesto-dežela Berlin (12,7 %), mesto-dežela, svobodno Hanzeatsko mesto Bremen (11,3 %). ) in Mecklenburg - Pomorjanska (11 %).
Brezposelnost se je leta 2016 začela zniževati pod 10 % in oktobra 2018 znašala 7,1 %. 

## Kultura
Kulturna pokrajina Saške - Anhalta je, za razliko od sosednjih dežel Brandenburga, Saške in Turingije, regionalno zelo različna in ima relativno malo skupnega. Sprva se je staro nemško kmetijsko območje, ki je bilo naseljeno že od 700-ih zahodno od Saale in Labe, razlikovalo od slovanskih poselitvenih območij, germaniziranih med nemško kolonizacijo Vzhoda v 12. stoletju, vzhodno od obeh rek.
Torej izvirajo od 700-ih med Magdeburgom in območjem Harz naselja, ki se - tako kot sosednja južna Spodnja Saška - šteje za Ostfalijo. Južno od Harza je bilo tudi območje v obliki Turingije med Zeitzom in Sangerhausenom. Na severu dežele je nastalo okoli leta 1000, območje poselitve Altmark, ki je zelo podobno današnjemu Brandenburgu. Enako velja za Jerichower Land med Labo in reko Fläming. Na jugovzhodu dežele, med Hallejem in Wittenbergom, se je regija razvila od leta 1100, in ima kulturno tesne povezave s Saško. Sredi dežele je območje Anhalt, ki je mešano območje kulturnih vplivov iz Ostfalije, Turingije, Saške in Brandenburga, razporejeno v ozkem pasu od Harza do Dessaua.
Tako lahko današnjo zvezno deželo Saško - Anhalt razdelimo na kulturna območja Altmark na severu, Jerichower Land na vzhodu, Ostfalijo na zahodu, območja pod vplivom Turingije na jugozahodu in območja, kjer prevladuje Saška na jugovzhodu. Vmes leži sredi dežele Anhalt.

### Mesta
31. december 2006 je 1.116.692 od 2.441.787 prebivalcev živelo v mestih z več kot 20.000 prebivalci, kar ustreza razmeroma nizki stopnji urbanizacije 45,73 %. Čeprav se večina mest od leta 1940 krči, so kulturna središča dežele. To še posebej velja za dve največji mesti v Magdeburg in Halle, kot tudi Bauhaus Dessau in Wittenberg. Zaradi kulturnih razlik v posameznih delih dežele se mestne krajine precej razlikujejo. Od opečne gotike severnega nemškega srednjega veka, na primer mesta Stendal, Salzwedel, Tangermünde, Gardelegen in Burg, do romanskih in gotskih  zlasti mesta v regiji Harz kot Halberstadtu, Wernigerode, Sangerhausen, Aschersleben in še zlasti Quedlinburg in Eisleben. Tudi Naumburg, Merseburg, Zeitz in Schönebeck še vedno nosijo srednjeveški značaj v svoji mehki podobi. Naslednja sloga renesansa in [[baročna arhitektura]|barok]] sta zastopana v številnih mestih, kjer je treba omeniti predvsem renesančni Wittenberg, ki je cvetel v tistem času. Kraljevi sedeži Köthen, Bernburg in Weißenfels imajo danes številne baročne stavbe. Največje mesto v deželi, Halle, ima zelo mešano arhitekturo od gotike do moderne arhitekture. Industrijsko-urbani značaj kaže predvsem mesto Bitterfeld-Wolfen. Zaradi močnega uničenje v drugi svetovni vojni je za notranje dele mesta Magdeburg in Dessau-Roßlau predvsem značilna socialistična povojna arhitektura in stavbe iz zadnjega obdobja. Po idealu socialističnega mesta je zgrajen velik del Wolfensa in Halle-Neustadt, ki ima največ blokov iz obdobja NDR.

### Gradovi
Za gradnjo gradov so bili primerni predvsem južni, hriboviti deli države. Na severu in v nižinah je bilo to predvsem posledica gradnje vodnih gradov. Mestni gradovi (Magdeburg, Bernburg, Merseburg, Naumburg) so bili prav tako zgrajeni ob nemško-slovanski meji poselitve v zgodnjem srednjem veku. Med najstarejšimi gradovi v deželi so otonske kraljeve pfalce, ki so bile med drugim v Allstedtu, Magdeburgu, Memlebnu, Merseburgu, Quedlinburgu, Tilledi in Westerburgu. Med najpomembnejšimi ohranjenimi gradovi so danes grad Falkenstein (Harz), grad Landsberg z dvojno kapelo iz obdobja  Staufovcev, Neuchâtel v bližini Freyburga ob Unstrutu, velik grad Querfurt, Rudelsburg in grad Saaleck na Naumburger Saaletal, grad Giebichenstein, grad Moritzburg v Halleju in grad Wettin kot sedež evropske rodbine Wettin in grad Anhalt v Harzu kot izvor Anhaltov. Poleg tega obstajajo številni gradovi in grajske ruševine, zlasti v Harzu, pa tudi v drugih delih dežele.
Kasneje je mesto Magdeburg v času Prusije razširilo fortifikacijo in bilo eno najmočnejših trdnjav v Nemčiji (glej: Magdeburg).

### Dvorci
Večina dvorcev Saške - Anhalta je iz obdobja renesanse in baroka. V Harzu je veliko mestnih dvorcev, ki so nastali iz gradov in so nad srednjeveškimi starimi mesti. Najbolj znan med dvorci so dvorec Wernigerode, v to kategorijo pa lahko uvrščamo tudi dvorec Stolberg, dvorec Blankenburg ali dvorec Mansfeld. Pogosto so to mešane oblike dvorca in gradu.
Poleg tega je v Saški - Anhaltu nekaj rezidenc. Med njimi sta dvorec Bernburg (Kneževina Anhalt-Bernburg), Johannbau v Dessau (Kneževina Anhalt-Dessau), grad Moritzburg (Saška-Zeitz), dvorec Neu-Augustusburg (Saška-Weissenfels) in dvorec Wittenberg (Saška volivci). Tretjo skupino sestavljajo podeželske in poletne rezidence, kot sta dvorec Mosigkau v bližini Dessauja ali celotno vrtno kraljestvo Dessau-Wörlitz z več dvorec. Tudi dvorec Oranienbaum in dvorec Zerbst (Katarina Velika) sodita v to skupino. Primer lovske koče je lovska koča Spiegelsberge iz leta 1782 v bližini Halberstadta

### Cerkve in samostani
Saška - Anhalt je bogata z visokosrednjeveškimi cerkvami in samostani otonske arhitekture, romanike in gotike. Romanska cesta je označena pot, kjer so številne stare sakralne zgradbe, ki so verjetno edinstvene v Nemčiji.

#### Stolnice in mestne cerkve
Obstaja več stolnic (Magdeburg, Merseburg, Naumburg, Zeitz, Halberstadt, Hallescher in Havelberg), kot tudi veliko število velikih mestnih cerkva (npr. sveti Štefan v Ascherslebenu, sveti Štefan v Calbeju, Martinikirche in Liebfrauenkirche v Halberstadtu, in cerkev svetega Janeza v Dessau, Marktkirche v Halleju, svetega Jakoba v Kötenu, svetega Venčeslava v Naumburgu, cerkev svetega Nikolaja v Quedlinburgu, svetega Jakoba v Schönebecku, svetega Štefana v Tangermündeju in mestna cerkev v Wittenbergu).
V Magdeburgu so poleg stolnice še danes ohranjen samostan Naše ljube gospe in številne cerkve: svetega Petra, svetega Sebastjana, svetega Janeza in svetega Nikolaja.
Še vedno so ohranjene otonske in romanske samostanske cerkve kot kolegijske cerkve v Quedlinburgu, Walbecku, Gernrodeju in Jerichowu. Vredni ogleda so tudi Huysburg, samostan Drübeck, samostan Gröningen, samostan Hadmersleben, samostan Hamersleben, samostan Hillersleben in drugi nekdanji samostani. Kulturno zgodovinski pomen ima nekdanji cistercijanski samostan Pforta, v katerem je od 16. stoletja krajevna deželna šola vzgojila številne pomembne osebnosti kulture in politike.
Ker se je po reformaciji večina samostanov in opatij razpustila, so se nekatere stavbe srednjeveške arhitekture ohranile vse do danes.

### Kraji svetovne dediščine
Saška - Anhalt ima največ krajev na seznamu svetovne dediščine Unesca v Nemčiji.
- Samostanska cerkev, grad in staro mesto Quedlinburg
- Luthrovo spominsko mesto Wittenberg
- Luthrovo spominsko mesto Eisleben
- Bauhaus Dessau v Dessau
- Vrtno kraljestvo Dessau-Wörlitz
- Naumburška stolnica